# Список Героев Украины, награждённых за участие в российско-украинской войне
В таблице перечислены военнослужащие Вооружённых Сил  Украины, Национальной Гвардии Украины, СБУ, ГСПУ, Национальной полиции Украины, удостоенные звания Героя Украины за участие в войне на Донбассе (2014—2022) и отражения полномасштабного вторжении РФ на Украину (с 2022 года). Таблица составлена на основе открытых источников, поэтому может быть неполной.
 Серым цветом в таблице выделены удостоенные звания посмертно. 
Информация в таблице может быть отсортирована по ФИО, воинской части, званию, участию в других войнах и дате присовения.

## Поимённый список
| Имя                              | Воинская часть | Звание                 | Участие в других войнах                         | Дата присвоения | Примечания |
| -------------------------------- | --- | ---------------------- | ----------------------------------------------- | --------------- | --- |
| Кульчицкий, Сергей Петрович      | начальник Управления боевой и специальной подготовки Национальной гвардии Украины (НГУ)                                                                                        | генерал-майор          |                                                 | 20 июня 2014    | Погиб 29 мая 2014 года недалеко от горы Карачун (около Славянска)                                                                                                  |
| Могилко, Константин Викторович   | командир транспортной авиационной эскадрильи «Голубая тропа» 15-й отдельной бригады транспортной авиации Воздушных Сил Вооруженных Сил Украины (авиабаза Борисполь), в/ч А2215 | полковник              |                                                 | 20 июня 2014    | Погиб 6 июня 2014 года — его самолет был сбит во время проведения аэрофотосъёмки в небе над Славянском                                                             |
| Сенюк, Тарас Михайлович          | командир 1-го аэромобильно-десантного батальон 95-й отдельной аэромобильной бригады                                                                                            | полковник              | Миссия миротворцев в Ираке Миссия KFOR в Косово | 20 июня 2014    | Погиб 3 июня 2014 от снайперского огня близ Славянска |
| Забродский, Михаил Витальевич    | 95-я отдельная десантно-штурмовая бригада, командир | полковник              | Миротворческая миссия в Косово                  | 23 августа 2014 | |
| Зеленский, Евгений Александрович | 8-й отдельный полк специального назначения, командир группы | старший лейтенант      |                                                 | 23 августа 2014 | Был тяжело ранен 17 июня 2014 года в городе Счастье Луганской области. Умер от ран в реанимационном отделении Центрального военного клинического госпиталя в Киеве |
| Гордийчук, Игорь Владимирович    | начальник центра оперативного руководства — заместителя начальника Главного командного центра ВСУ                                                                              | полковник              | Международные силы содействия безопасности      | 21 октября 2014 | |
| Момот, Игорь Фёдорович           | Начальник Учебного центра подготовки младших специалистов Государственной пограничной службы                                                                                   | генерал-майор          | Война в Афганистане                             | 29 апреля 2019  | Погиб 11 июля 2014 от ракетного удара под Зеленопольем |
| Губанов, Сергей Леонидович       | БПСПОП «Луганск-1», командир | полковник              |                                                 | 21 мая 2020     | Подорвался на растяжке 20 мая 2020 года в районе села Трёхизбенка Новоайдарского района                                                                            |
| Белоус, Сергей Степанович        | 24-я отдельная механизированная бригада | солдат                 |                                                 | 22 августа 2021 | Погиб 20 августа 2014 в бою под Георгиевкой |
| Пивоваренко, Павел Васильевич    | 51-я отдельная гвардейская механизированная бригада, командир | полковник              |                                                 | 10 декабря 2021 | Погиб 29 августа 2014 в боях за Иловайск |
| Бова, Евгений Петрович           | 1-й отдельный батальон морской пехоты, командир | майор                  |                                                 | 10 марта 2022   | |
| Оноприенко, Виталий Сергеевич    | 110-я отдельная механизированная бригада | младший сержант        |                                                 | 23 февраля 2023 | |
| Шарков, Артём Владимирович       | 302-й зенитный ракетный полк | полковник              |                                                 | 23 февраля 2023 | |
| Сафонов, Даниил Юрьевич          | Патрульная полиция Украины | лейтенант              |                                                 | 8 июля 2023     | Погиб 2 мая 2022 при обороне завода «Азовсталь» в Мариуполе |
| Симонова, Ольга Сергеевна        | 24-я отдельная механизированная бригада, командир БМП | старший сержант        |                                                 | 8 июля 2023     | Погибла 13 сентября 2022 года в результате взрыва машины на взрывном устройстве, выполняя боевое задание на Херсонском направлении                                 |
| Самофал, Денис Викторович        | 128-я отдельная горно-штурмовая бригада, командир взвода | лейтенант              |                                                 | 8 июля 2023     | Погиб 15 октября 2022 в районе с. Новая Каменка в Херсонской области.                                                                                              |
| Захарченко, Максим Григорьевич   | заместитель командира танкового батальона | майор                  |                                                 | 14 августа 2023 | |
| Стрижак, Максим Иванович         | Государственная пограничная служба Украины | старший мастер-сержант |                                                 | 23 августа 2023 | Погиб 15 января 2023 в боях за Бахмут |
| Кишенко, Иван Васильевич         | Государственная пограничная служба Украины | солдат                 |                                                 | 23 августа 2023 | |
| Дмитрук, Олег Владимирович       | 46-я отдельная десантно-штурмовая бригада, командир аэромобильного батальона                                                                                                   | майор                  |                                                 | 3 сентября 2023 | |
| Сикоза, Виктор Александрович     | 36-я отдельная бригада морской пехоты, командир | полковник              |                                                 | 3 сентября 2023 | |